# 祝跃飞
祝跃飞（1962年—），男，汉族，浙江杭州人，中华人民共和国政治人物。现任解放军信息工程大学网络空间安全学院教授，博士生导师。第十四届全国政协委员。